# Nepopoalco
Nepopoalco är en ort i Mexiko.   Den ligger i kommunen Zongolica och delstaten Veracruz, i den sydöstra delen av landet, 240 km öster om huvudstaden Mexico City. Nepopoalco ligger 1 145 meter över havet och antalet invånare är 205.
Terrängen runt Nepopoalco är kuperad åt nordost, men åt sydväst är den bergig. Runt Nepopoalco är det ganska tätbefolkat, med 155 invånare per kvadratkilometer. Närmaste större samhälle är Zongolica, 2,0 km söder om Nepopoalco. I omgivningarna runt Nepopoalco växer i huvudsak städsegrön lövskog.